# Sternwarte Göttingen

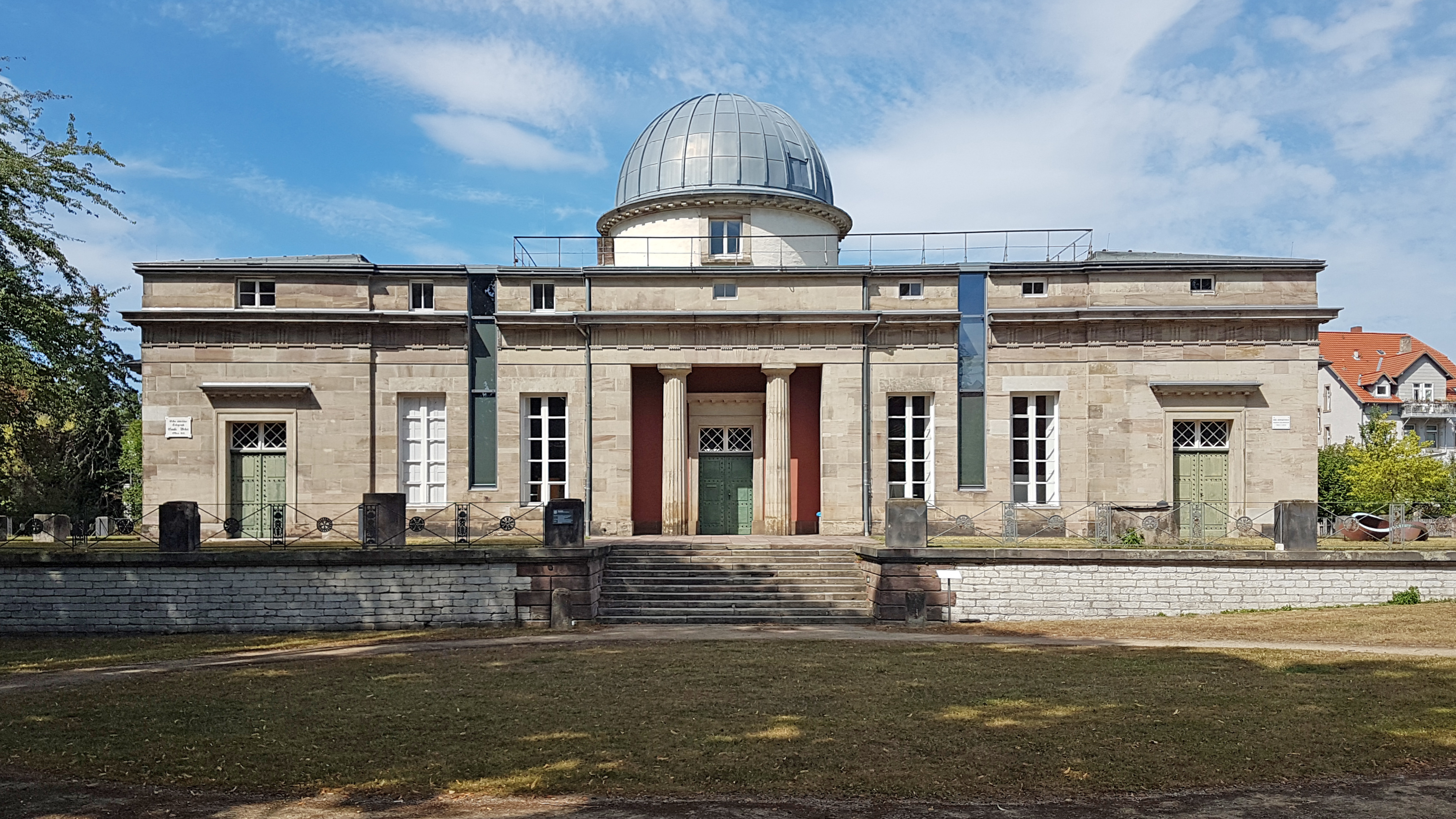
Südseite der klassizistischen Sternwarte Göttingen (2022)

Die Universitätssternwarte Göttingen ist eine 1751 eingerichtete historische Forschungseinrichtung der Georg-August-Universität Göttingen und nach den Gründungen von Wien und Graz die dritte Universitätssternwarte des deutschen Sprachraums.
Es folgten in Göttingen vier Sternwarten aufeinander: Die ursprüngliche Sternwarte von 1751 befand sich auf einem Stadtmauerturm und ist nicht erhalten. 1816 wurde die klassizistische Sternwarte an der Geismar Landstraße eingeweiht; ihre Funktion übernahm 1929 die Sternwarte auf dem Hainberg (Hainberg-Observatorium). Seit 2005 besitzt der Neubau des Instituts für Astrophysik eine eigene Sternwarte.

## Erste Sternwarte an der Stadtmauer

### Geschichte

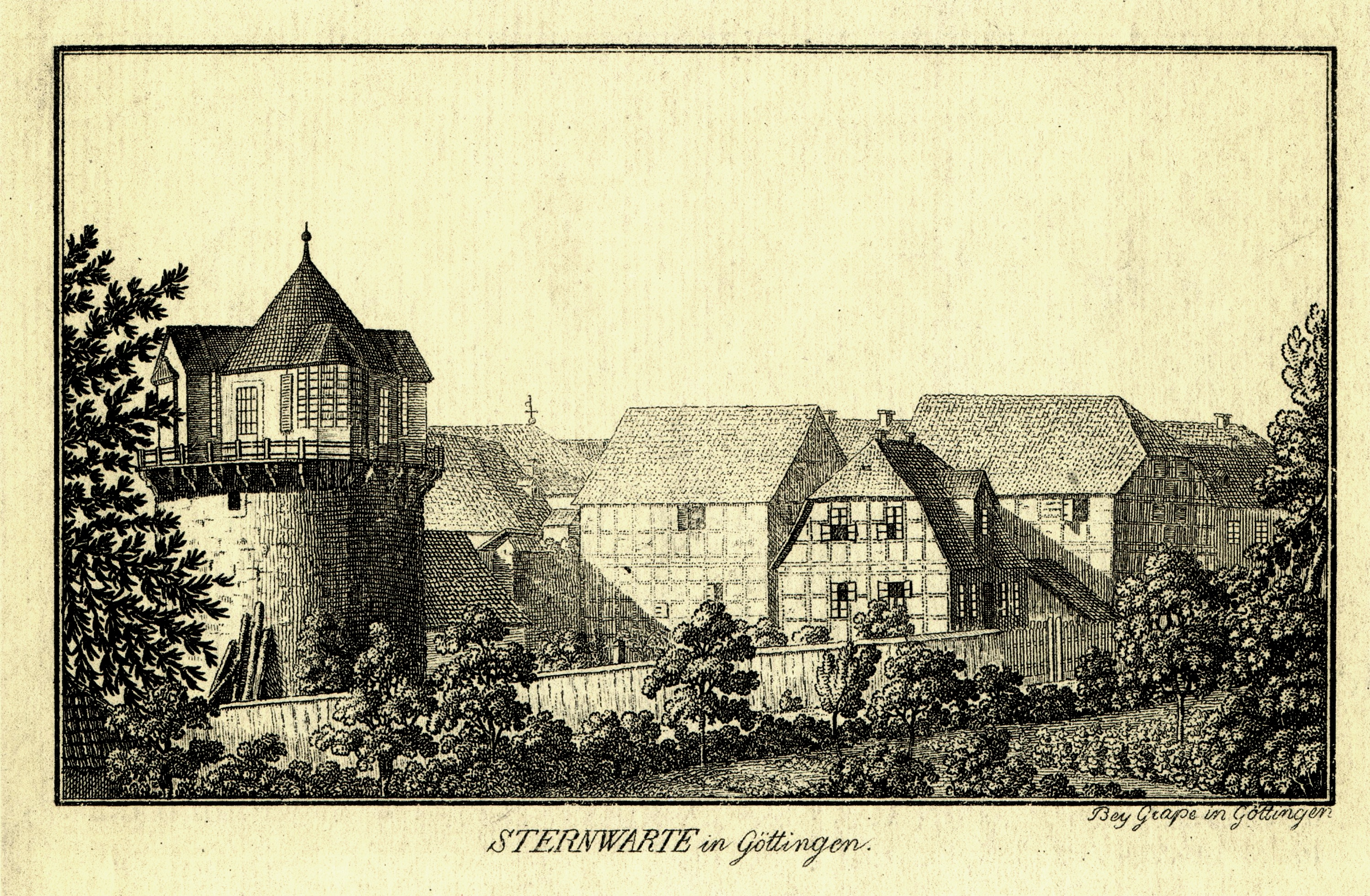
Erste Göttinger Sternwarte auf einem Turm der inneren Stadtmauer, etwa 1800

Bereits in der Gründungsphase der Universität Göttingen gab es 1734 Pläne zum Bau einer Sternwarte, wobei man als Standort zunächst die Universitätskirche und dann das Wohnhaus von Albrecht von Haller im Botanischen Garten ins Auge fasste.
Anlässlich eines Besuchs König Georg II. 1748 in Göttingen wurden die finanziellen Mittel bereitgestellt und Johann Andreas von Segner mit der Errichtung einer Sternwarte beauftragt, die dann auf einem heute nicht mehr erhaltenen Turm der südlichen inneren Stadtmauer (Turmstraße) eingerichtet wurde, von wo aus man einen freien Blick hatte. Das Observatorium nahm 1751 seinen Betrieb auf. Nach Segners Weggang nach Halle 1755 übernahm der zuvor schon 1751 nach Göttingen berufene Kartograph und Mathematiker Tobias Mayer endgültig die Leitung der Sternwarte, die er mit Instrumenten ausbaute und bis zu seinem frühen Tod 1762 hauptsächlich zu seinen berühmt gewordenen Mondbeobachtungen nutzte.

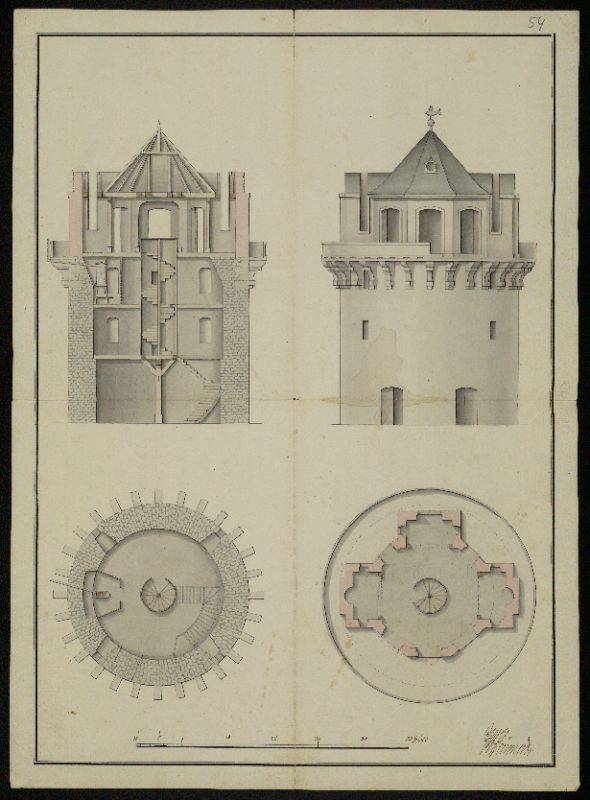
Johann Paul Heumann: Entwurf zur Göttinger Sternwarte (um 1748)

Bedeutung und Ansehen der Göttinger Sternwarte als „einer astronomischen Forschungseinrichtung ersten Ranges“ ließen sich nach Meyer nicht halten. Ihm folgten im Verlauf der zweiten Hälfte des 18. Jahrhunderts als Direktoren Georg Moritz Lowitz, Abraham Gotthelf Kästner und andere, bis die Göttinger Sternwarte erst wieder zu Beginn des 19. Jahrhunderts unter Carl Friedrich Gauß Weltgeltung erlangte.

### Instrumente der ersten Sternwarte
Das Hauptmessinstrument des alten Observatoriums war ein von Tobias Meyer angeschaffter großer Mauerquadrant. Der Mauerquadrant ist ein Viertelkreis mit einem beweglichen Fernrohr, der an einer Mauer in Nord-Süd-Richtung angebracht ist. Er diente zur Messung der Höhe eines Sterns über dem Horizont und seiner Durchgangszeit durch den Südmeridian. Das Gerät aus dem Jahr 1756 stammt aus der Londoner Werkstatt von John Bird (1709–1776) und gilt als eines der besten Messinstrumente seiner Zeit. Tobias Mayer führte Messungen für seinen Sternenkatalog mit diesem Instrument durch, bei denen eine Ablesegenauigkeit von etwa zwei Bogensekunden erreichen konnte. Er fertigte auch Karten des Mondes an, wobei er den Mond erstmals in Längen- und Breitengrade einteilte. Nach Mayers Tod wurde 1764 Abraham Gotthelf Kästner mit der Leitung der Sternwarte beauftragt. Doch unter Kästner wurde die Sternwarte nur wenig genutzt; in Lichtenbergs Worten war sie „das ungenüzte Observatorium zu Göttingen“. Immerhin haben in dieser Zeit mit Johann Hieronymus Schroeter und Wilhelm Olbers aber zwei später anderenorts sehr erfolgreich wirkende Astronomen in Göttingen ihre Grundausbildung erfahren.
Der Mauerquadrant ist erhalten und im Institut für Astrophysik der Universität Göttingen ausgestellt, ebenso wie andere Geräte aus der historischen Sammlung des Instituts für Astrophysik wie ein Spiegelteleskop von Herschel. Es handelt sich hierbei um ein Geschenk König Georg III., das von Friedrich Wilhelm Herschel hergestellt und 1786 von ihm persönlich aufgestellt wurde. Es verfügt über einen Spiegel aus Speculummetall mit einem Durchmesser von 21,7 Zentimetern und einer Brennweite von 3 Metern.

## Klassizistische Universitätssternwarte

### Geschichte
Der 1803 bis 1816 erbaute Neubau der Sternwarte entstand außerhalb des Stadtwalls auf einem damals noch unbesiedelten, nach Norden leicht ansteigenden Grundstück an der Ausfallstraße der Geismarer Chaussee (heute Geismar Landstraße 11). Finanziert wurde der Bau von dem englisch-Hannoverschen König Georg III., Architekt war der Universitätsbaumeister Georg Heinrich Borheck. Verzögert durch die napoleonischen Kriege konnte das Gebäude erst 1816 unter Baurat Justus Heinrich Müller fertiggestellt werden.
Das Bauwerk erhebt sich über einer hohen Terrasse als nach Norden geöffnete Dreiflügelanlage. Die Schaufassade bildet die breit gelagerte südliche Gartenseite, wo über eine Freitreppe und die Instrumenten-Terrasse der säulenbegleitete Mittelteil mit dem Haupteingang erreicht wird. Links und rechts befinden sich die beiden Meridiansäle mit den auch außen sichtbaren charakteristischen Meridianspalten. Die Fassade des hohen Hauptgeschosses schließt mit einer niedrigen Attika und einem begehbaren Flachdach, wobei die Mitte durch eine Tambour mit Kuppel bekrönt wird. Die Kuppel diente ursprünglich nicht zu Beobachtungszwecken, sondern nur als architektonisches Stilmittel. Im Norden des Gebäudes schließen zwei niedrige, zweigeschossige Walmdach-Seitenflügel mit Wohn- und Arbeitsräumen an.

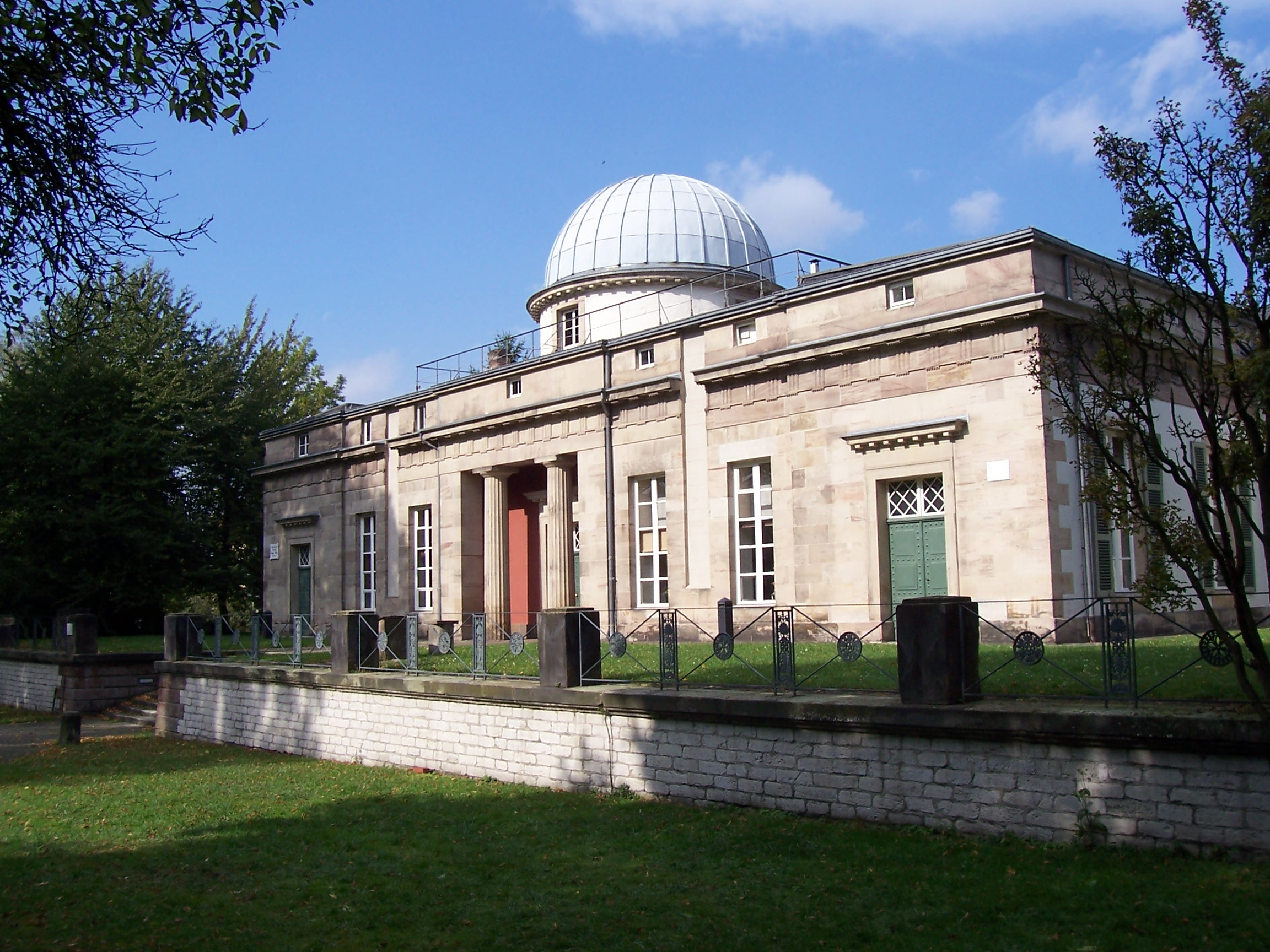
Südliche Gartenfassade der klassizistischen Sternwarte mit Instrumenten-Terrasse (2004)
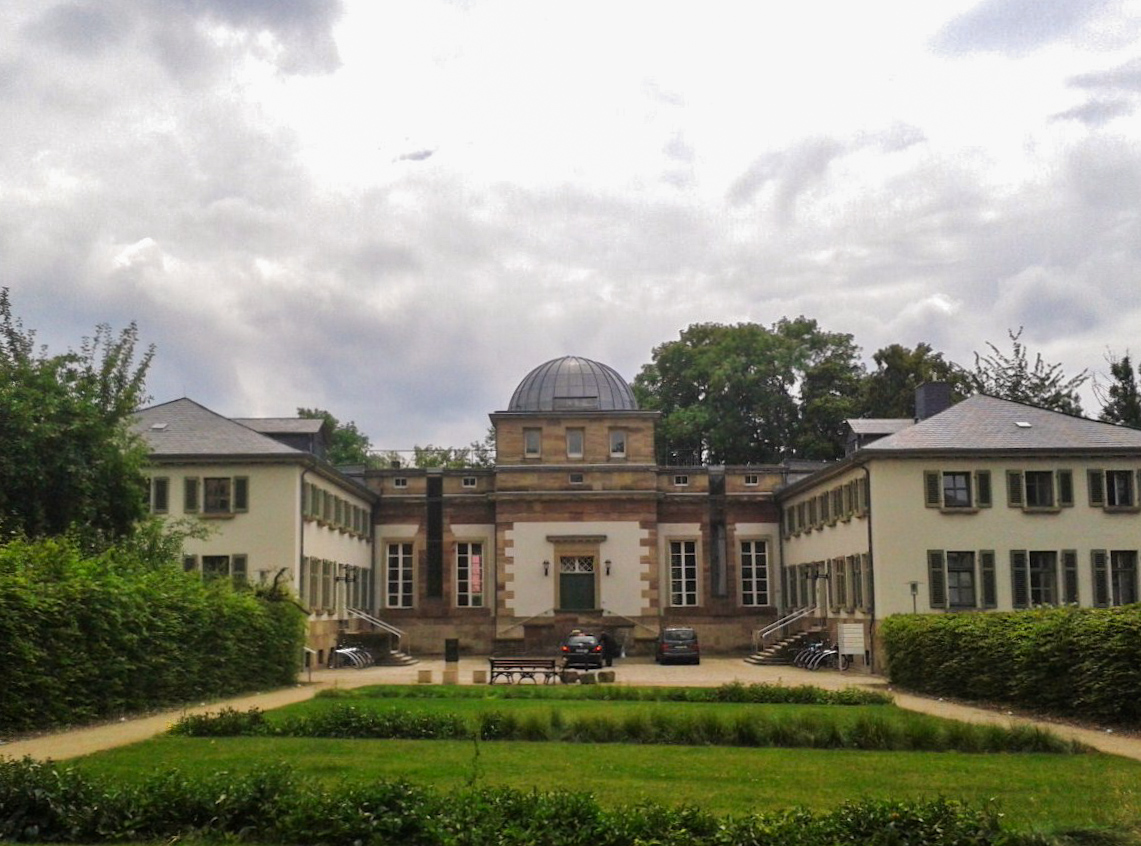
Nordseite der klassizistischen Sternwarte Göttingen (2022)
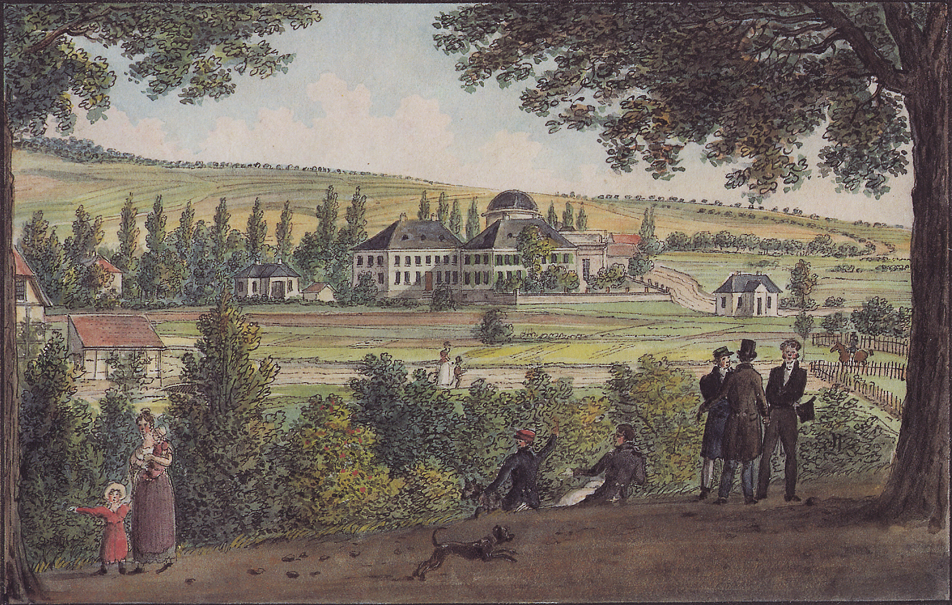
Um 1835: Blick vom Stadtwall (Nordwesten) auf die damals noch frei vor der Stadt liegende Sternwarte
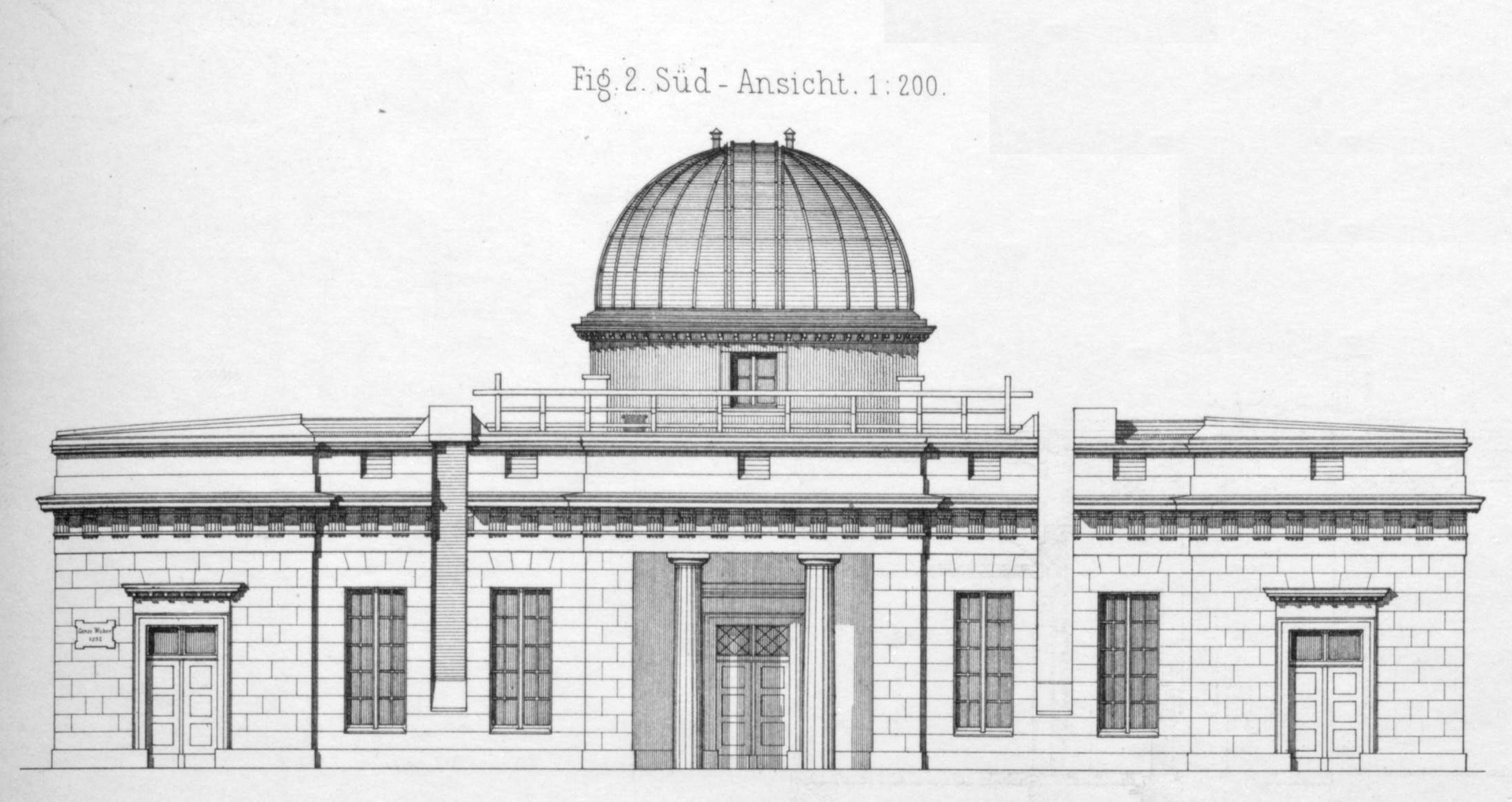
Planzeichnung der Südfassade (1887)
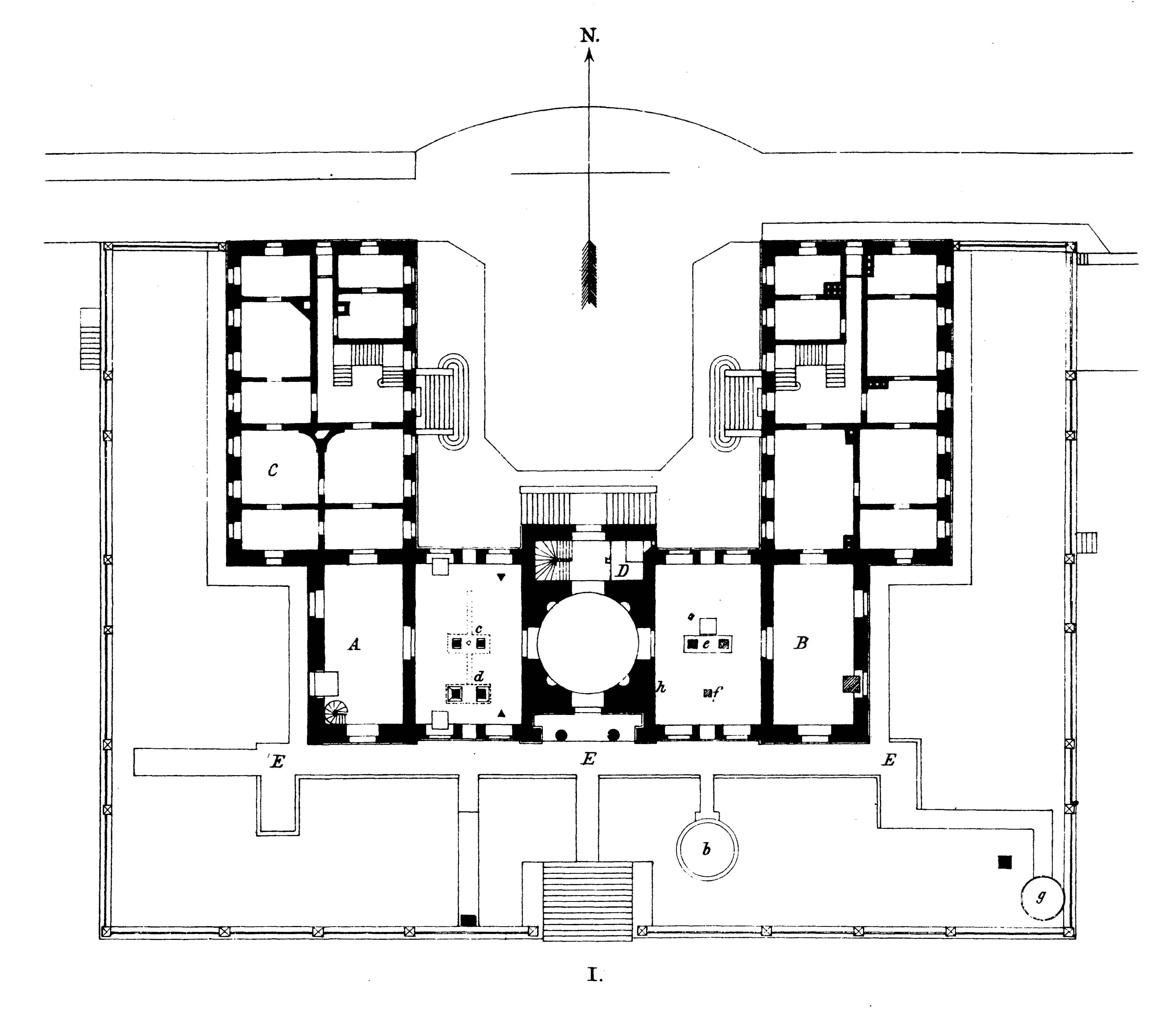
Gebäudegrundriss (1900)
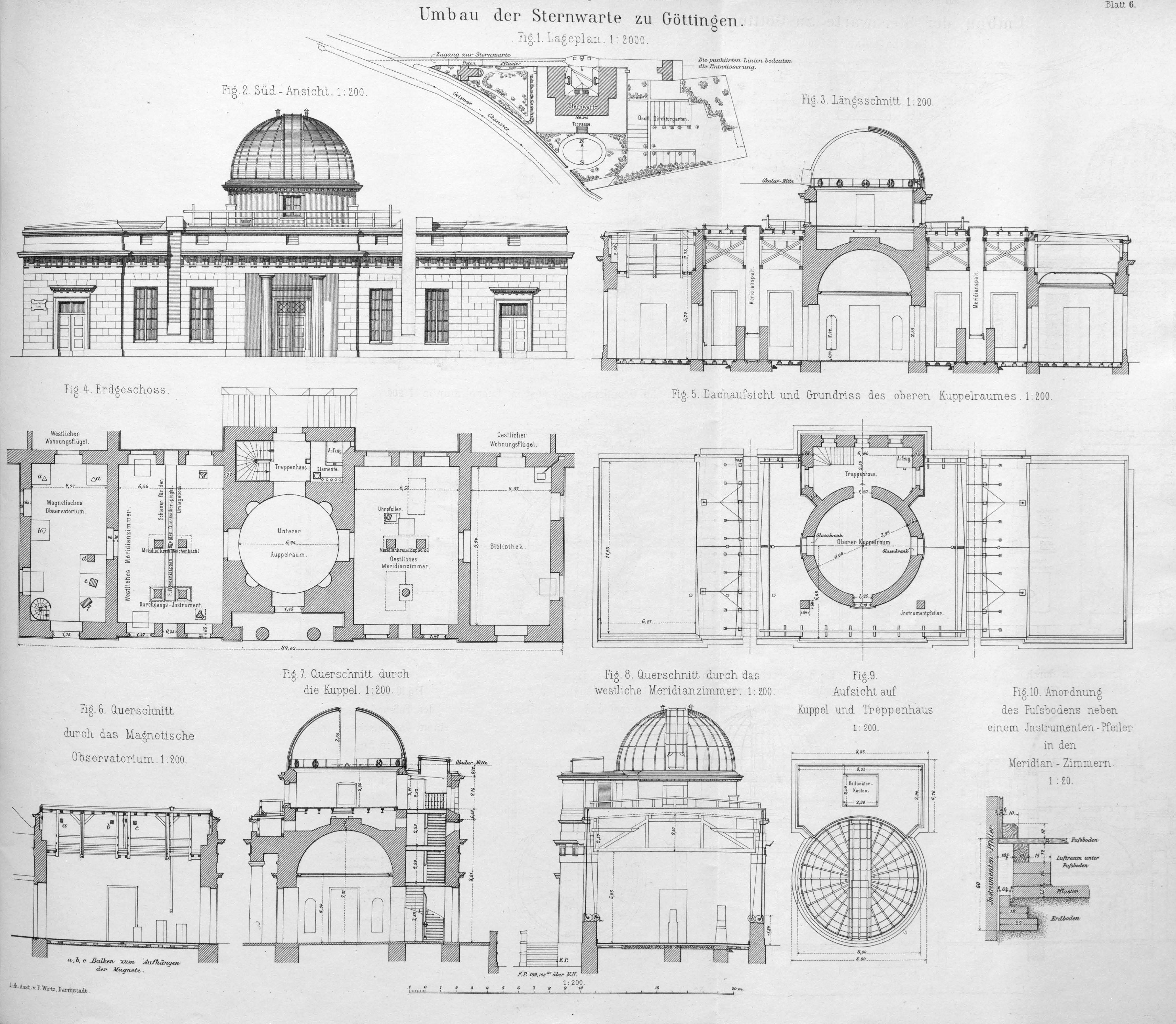
Umbaupläne (1887)

### Nutzung und Umbauten im 19. und 20. Jahrhundert
Erster Direktor der neuen Universitäts-Sternwarte wurde der 1807 an die Universität Göttingen berufene Carl Friedrich Gauß, der selbst auch in einem Seitenflügel des Gebäudes wohnte.
Im Jahr 1819 wurde in der Sternwarte ein Meridiankreis eingerichtet. Dafür wurden 1821 einige Kilometer nördlich und südlich der Sternwarte zwei sogenannte Meridianzeichen (Miren) aufgestellt. Mit diesen von der Sternwarte aus sichtbaren Markierungen konnte der Meridiankreis ausgerichtet werden.
1833 richteten Gauß und Wilhelm Weber die erste Telegrafenverbindung der Welt ein, indem sie die Sternwarte mit dem Physikalischen Kabinett im Papendiek im Zentrum der Göttinger Innenstadt verbanden.
1887/88 erfolgte ein Umbau durch Bauinspektor Hans Breymann, darunter der Ausbau des Attikageschosses mit neuen Fenstern, neuen Meridianspalten sowie ein Umbau der Kuppel zu einem Observatorium mit beweglicher Kuppel von Howard Grubb aus Dublin. Im Inneren sind heute optische Geräte aus der Zeit von Gauß und seinen Nachfolgern erhalten, u. a. Repsholdsches Heliometer.

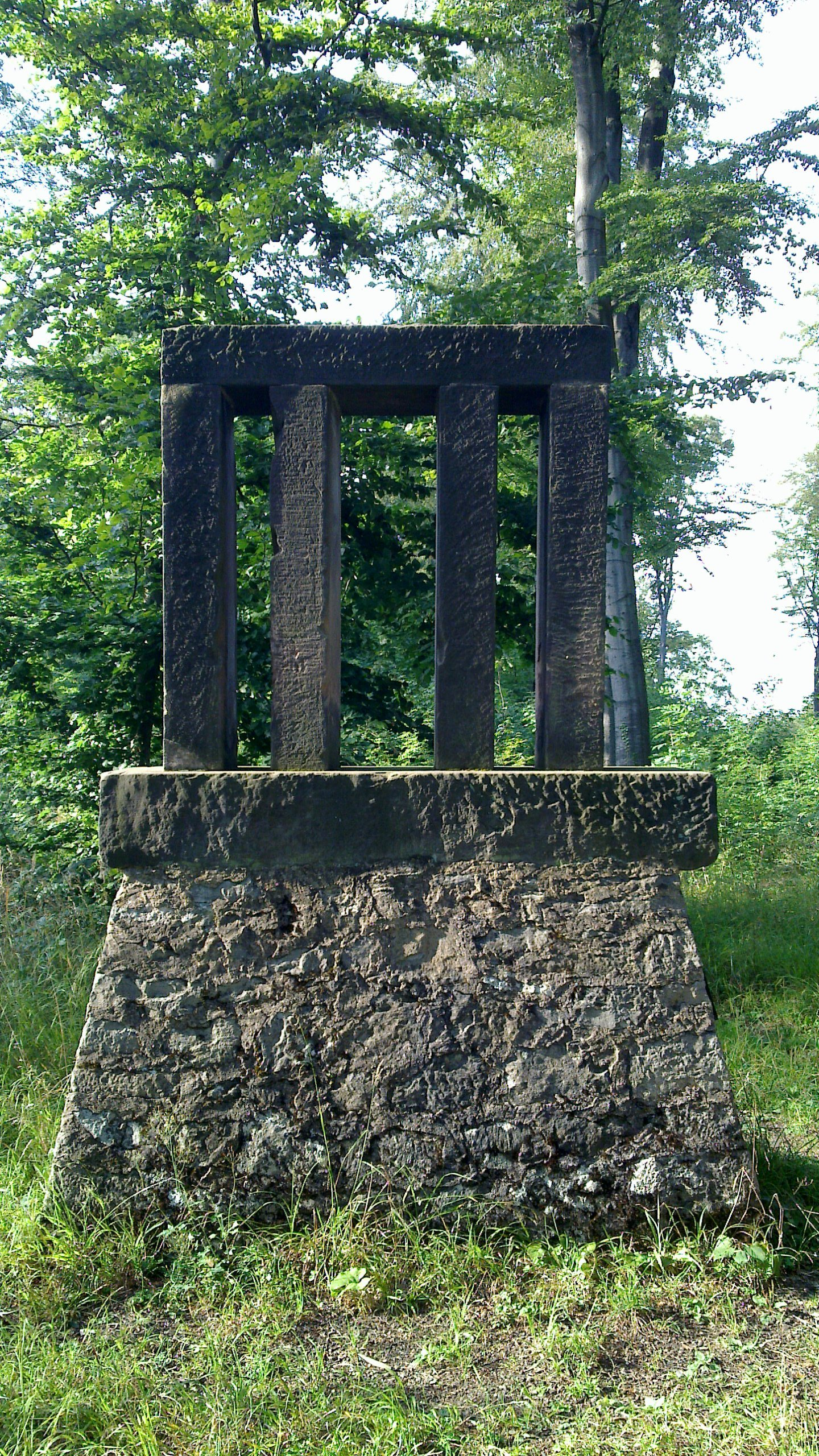
Südliches Meridianzeichen in 12 km Entfernung (Friedländer Forst), 2011

An der Sternwarte erarbeitete Karl Ludwig Harding, der bis zu seinem Tode im Ostflügel des Gebäudes wohnte, seinen 1822 erschienenen Sternatlas Atlas novus coelestis. Außerdem erstellte er zwei Blätter für die Berliner Akademischen Sternkarten, ein von der Königlich-Preußischen Akademie der Wissenschaften durchgeführtes internationales Projekt. Weiterhin befasste sich Harding mit der Untersuchung von veränderlichen Sternen und Gasnebeln und Kometen, von denen er mehrere entdeckte.
Nach Gauß’ Tod im Jahre 1855 übernahm Wilhelm Klinkerfues die Leitung der Sternwarte. Er beschäftigte sich hauptsächlich mit der Bestimmung von Sternpositionen und der Meteorologie. Klinkerfues’ Nachfolger wurde Wilhelm Schur.
1887/1888 wurde die „Zierkuppel“ durch eine Beobachtungskuppel ersetzt, in der ein Refraktor mit 15 cm Öffnung aufgestellt wurde. Für ein größeres Instrument wäre ein tief fundierter Teleskop-Pfeiler notwendig gewesen. Die Kuppel wurde 2007 bis 2019 renoviert.
Ab 1901 arbeitete Karl Schwarzschild, einer der Begründer der modernen Astrophysik, an der Sternwarte. 1909 wechselte er zum Astrophysikalische Institut Potsdam.
In den 1920er und 1930er Jahren bauten Johannes Franz Hartmann, Hans Kienle, und Paul ten Bruggencate den Bereich Astrophysik in Göttingen weiter aus.
Nach dem Zweiten Weltkrieg waren Hans-Heinrich Voigt, Rudolf Kippenhahn und Egon-Horst Schröter in Göttingen tätig.

### 2008 Umnutzung der historischen Sternwarte
Im Jahre 2005 konnte das Institut für Astrophysik einen modernen Neubau im Nordcampus beziehen. Bis dahin war die Göttinger Sternwarte von 1816 die älteste noch original genutzte in Deutschland. Heute dient das repräsentative Gebäude der Universität als Arbeits- und Tagungsstätte und ist bei Veranstaltungen sowie Ausstellungen öffentlich zugänglich.
Aktuell haben Graduiertenschulen der Georg-August-Universität Göttingen hier ihren Standort. In der Göttinger Graduiertenschule für Gesellschaftswissenschaften und in der Graduiertenschule für Geisteswissenschaften Göttingen wird die Doktorandenausbildung der Universität in strukturierten Programmen zusammengeführt. Ab 2007 wurde im Zuge der damaligen Exzellenzinitiative das Lichtenberg-Kolleg auf dem Gelände der Sternwarte eingerichtet. Im Rahmen des Lichtenberg-Kollegs ist ein internationales Forum für Wissenschaftler der Geistes- und Gesellschaftswissenschaften entstanden, das konzentriertes Forschen und fächerübergreifende Kooperationen ermöglichte. Im Dezember 2020 wurde vom Präsidium der Universität die Schließung des Lichtenberg-Kollegs beschlossen. Trotz zahlreicher Beschwerden darüber, wurde das Kolleg nach einem Beschluss des Senats im September 2021 aufgelöst. Das Gebäude wird daraufhin ab 2022 vom Zentralen Gebäudemanagement verwaltet, wobei weiterhin Führungen durch die Touristinfo Göttingen möglich sind. Seit Februar 2023 plant die Universität in Zusammenarbeit mit Stadt und Landkreis Göttingen eine Gründungsberatung in den Räumlichkeiten der Sternwarte.

### Göttinger Gauß-Kuppel Gemeinschaft
Der Verein Göttinger Gauß-Kuppel Gemeinschaft e. V. hatte sich 2005 das Ziel gesetzt, die Sternwartenkuppel wieder benutzbar zu machen. Für die Wiederherstellung der aus dem Jahr 1886 stammenden Kuppelkonstruktion, die sich bei der nahen Detonation einer Luftmine im Zweiten Weltkrieg verzogen hatte und seitdem nicht mehr gedreht und geöffnet werden konnte, rechnete man mit einem Bedarf von 200.000 Euro an Instandsetzungskosten. Spender, die mehr als 2500 Euro spendeten, bekamen eine auf 99 Exemplare limitierte Gauß-Statue aus Bronze überreicht, gefertigt vom Göttinger Natursteinbetrieb Bachmann & Wille GmbH. Am 25. Juli 2008 wurde das Ziel erreicht: die Kuppel lässt sich seitdem wieder drehen und öffnen, die Wiederherstellung des mit Linoleum ausgekleideten Kuppelinnern zog sich bis 2017 hin.

## Hainberg-Observatorium
1929 wurde unter der Leitung von Hans Kienle aufgrund der besseren Beobachtungsbedingungen östlich und rund 200 m oberhalb der Stadt Göttingen auf dem Hainberg eine zweite Göttinger Sternwarte in Betrieb genommen. Sie liegt auf 9° 58′ 30″ Grad östlicher Länge und 51° 31′ 32″ nördlicher Breite, 347 m über Normalnull.
Das Observatorium besteht aus drei Gebäuden, dem Astrografenhaus von 1929 (Planung: Universitätsbaumeister Werner Seidel), dem ersten Spektroheliografenhaus Deutschlands und dem Sonnenturm von 1944/45 (Planung: Luftwaffenneubauamt Braunschweig).
Kernstück der Anlage ist der 1933 in Betrieb gegangene Astrograf mit einem Cooke-Triplet-Objektiv von 34 cm Öffnung und 412 cm Brennweite, der für die Beobachtung einer totalen Sonnenfinsternis vom 29. Juni 1927 beschafft wurde. Das Objektiv wurde aus speziellen, noch im nahen Ultraviolett durchlässigen, hochreinen Gläsern hergestellt. Zur Beobachtung der Finsternis wurde das etwa 4 Tonnen schwere Gerät nach Nordschweden gebracht und anschließend auf dem Hainberg aufgebaut.
Mit Hilfe eines Objektivprismas, das nicht mehr erhalten ist, wurde das Flashspektrum der Sonne aufgenommen, also die Emissionslinien der Chromosphäre, die im Moment der vollständigen Bedeckung der Sonnenscheibe durch den Mond beobachtet werden können. Ein Leitrohr mit einem Fraunhofer-Objektiv von 25 cm Öffnung und gleicher Brennweite sowie eine größere Montierung komplettierten später das Gerät.
In den Jahren 1935 bis 1937 wurde bei Zeiss in Jena eine Schmidtkamera von 36 cm Öffnung und 2 m Brennweite nach einem Entwurf des 1935 plötzlich verstorbenen Astrooptikers Bernhard Schmidt fertiggestellt und in Göttingen montiert.
2004 gab die Universität Göttingen den Sternwartenstandort auf dem Hainberg auf. 2008 erwarb die Amateurastronomische Vereinigung Göttingen das Hainberg-Observatorium. In regelmäßigen Abständen finden dort Führungen für die interessierte Öffentlichkeit statt. Seit 2007 steht das Hainberg-Observatorium unter Denkmalschutz.

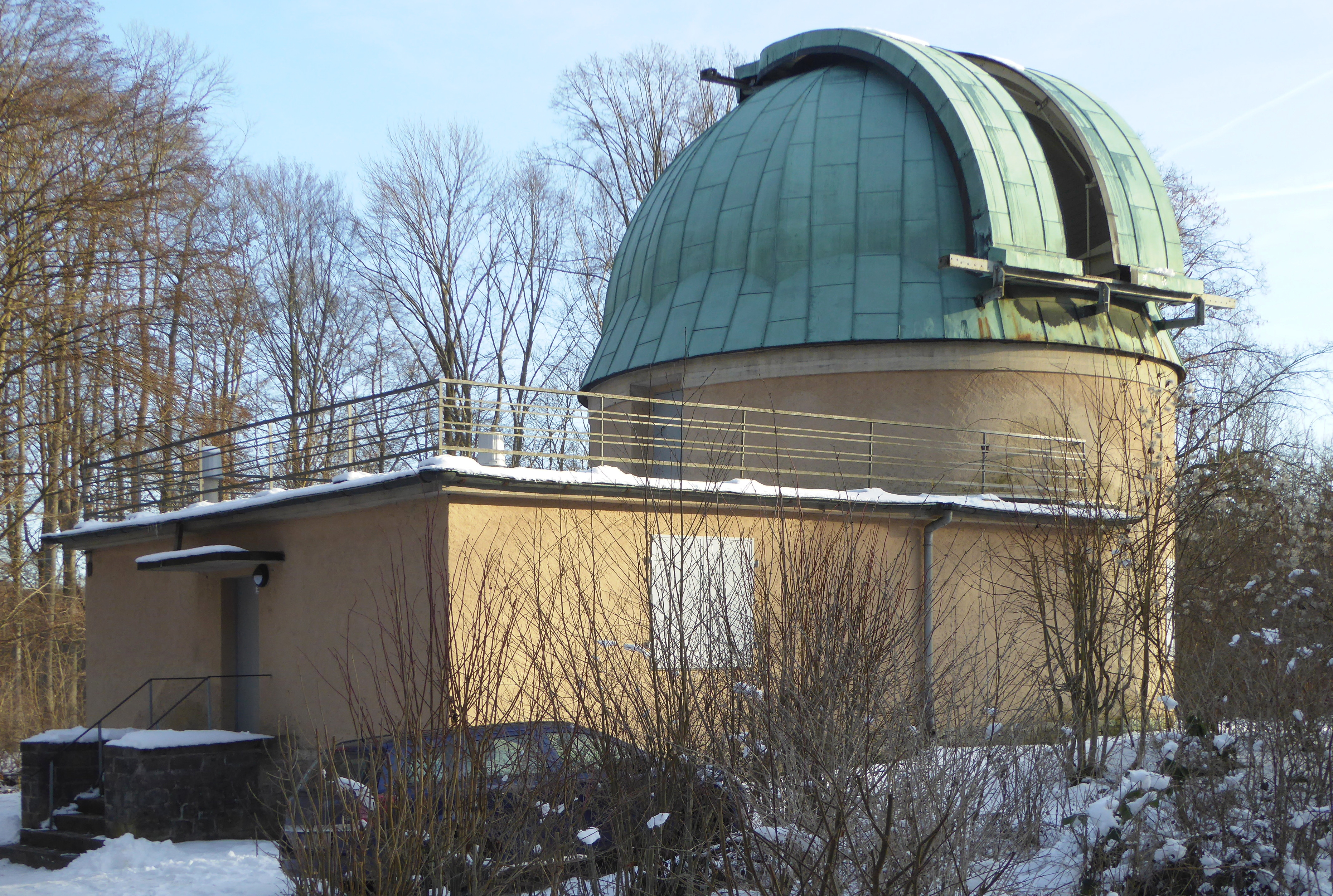
Hainberg-Observatorium, Astrografengebäude (2017)
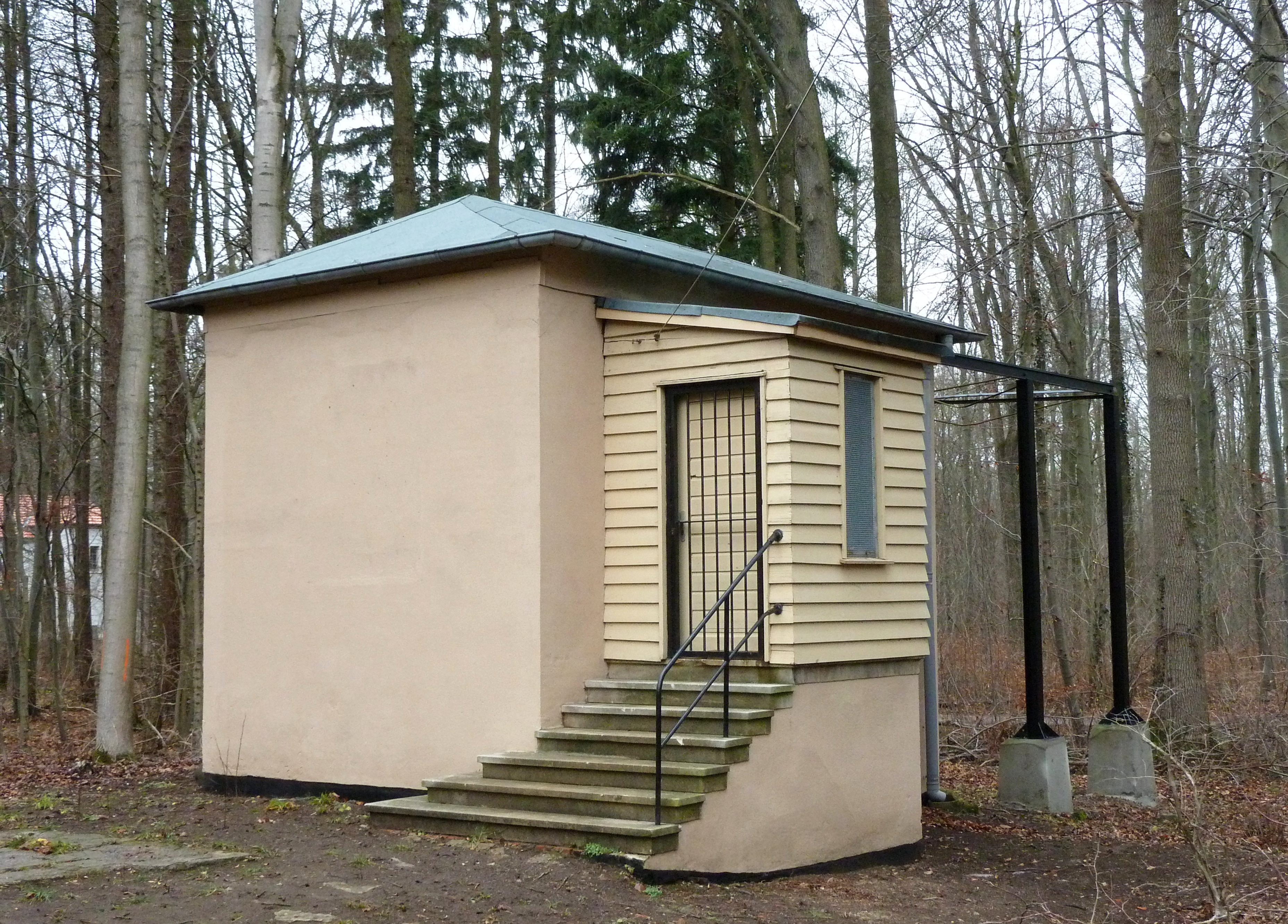
Spektroheliographenhaus (2011)
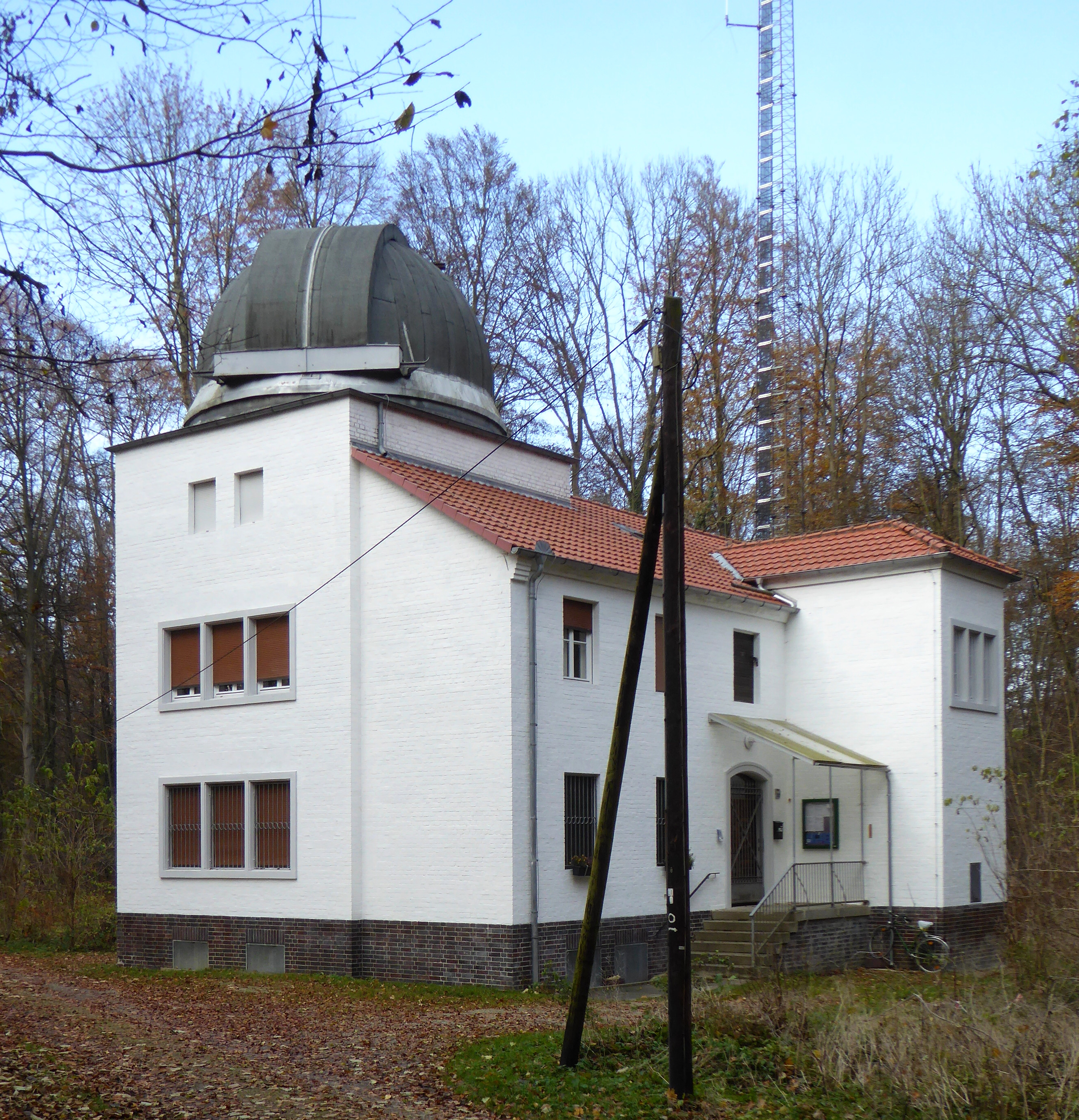
Sonnenturm (2016)

- Hainberg-Observatorium, Astrografengebäude (2017)
- Spektroheliographenhaus (2011)
- Sonnenturm (2016)

## Neue Sternwarte des Instituts für Astrophysik
Nach Auszug der Universitäts-Institute aus dem klassizistischen Sternwarten-Gebäude an der Geismar Landstraße und Aufgabe des Hainberg-Observatoriums zog das nunmehrige Institut für Astrophysik im Juni 2005 in den Physik-Neubau auf dem naturwissenschaftlichen Nordcampus. Auf der „Penthouse“-Dachterrasse stehen zwei Kuppeln. Zunächst ein Kuppel-Gebäude mit 5,30 m Durchmesser für ein 50 cm Cassegrain-Teleskop. Zusätzlich eine Kuppel ohne zylindrischen Tambour, bei dem unter dem Teleskop ein evakuierbares Stahlrohr von 60 cm Durchmesser durch 3½ Etagen in die Tiefe reicht und ein Vertikal-Teleskop von 25 m Brennweite aufnimmt, das im Sonnenturm des Hainberg-Observatoriums montiert war. Die beiden optischen Instrumente werden ergänzt durch ein schon vorher angeschafftes Radioteleskop von 3,20 m Durchmesser auf dem Nord-Trakt des Physik-Neubaus.
Vom Göttinger Universitätsinstitut aus wurden bereits zuvor im Ausland weitere Sternwarten-Außenstationen betrieben, so ab 1961 ein Sonnenteleskop in Locarno-Orselina im Tessin, das 1985 in das Observatorio del Teide nach Teneriffa verlegt wurde.
Das heutige Göttinger Institut für Astrophysik und Geophysik beherbergt eine Sammlung historischer Gegenstände der Astrophysik, die bis ins 18. Jahrhundert zurück reicht und u. a. Instrumente von Tobias Mayer und Carl Friedrich Gauß umfasst.

## Direktoren
Von 1751 bis 1816 leiteten die Direktoren die alte Sternwarte in der Turmstraße, die 1751 bezugsfertig war und 1897 abgerissen wurde. Carl Friedrich Gauß war bis 1816 Direktor der alten, dann der neuen Sternwarte, die 1816 bezugsfertig wurde. Nach Gauß’ Tod 1855 wurde die Sternwarte bis 1868 von zwei vorläufigen Direktoren geleitet verbunden mit einer Aufteilung der Sternwarte: die Abteilung A war zuständig für die praktische Astronomie, die Abteilung B für theoretische Astronomie und Geodäsie. Die Abteilung A leitete Wilhelm Klinkerfues und nach dessen Tod Wilhelm Schur, und Ernst Schering war Direktor der Abteilung B. Nach Scherings Tod 1897 wurde die Trennung der Abteilungen aufgehoben.
| Von  | Bis   | Direktor(en)                        | Direktor(en)                                                |
| ---- | ----- | ----------------------------------- | ----------------------------------------------------------- |
| 1751 | 1754  | Johann Andreas von Segner           |                                                             |
| 1754 | 1762  | Tobias Mayer                        |                                                             |
| 1762 | 1763  | Georg Moritz Lowitz                 |                                                             |
| 1763 | 1789  | Abraham Gotthelf Kästner            |                                                             |
| 1789 | 1804  | Karl Felix von Seyffer              |                                                             |
| 1804 | 1807  | Karl Ludwig Harding                 |                                                             |
| 1807 | 1855  | Carl Friedrich Gauß                 |                                                             |
| 1855 | 1859  | Wilhelm Weber, vorläufiger Direktor | Johann Peter Gustav Lejeune Dirichlet, vorläufiger Direktor |
| 1859 | 1868  | Wilhelm Weber, vorläufiger Direktor | Wilhelm Klinkerfues, vorläufiger Direktor                   |
| 1868 | 1884  | Wilhelm Klinkerfues                 | Ernst Schering                                              |
| 1884 | 1897  | Wilhelm Schur                       | Ernst Schering                                              |
| 1897 | 1901  | Wilhelm Schur                       |                                                             |
| 1901 | 1909  | Karl Schwarzschild                  |                                                             |
| 1909 | 1921  | Johannes Hartmann                   |                                                             |
| 1921 | 1924  | ?                                   |                                                             |
| 1924 | 1927  | Hans Kienle, vorläufiger Direktor   |                                                             |
| 1927 | 1939  | Hans Kienle                         |                                                             |
| 1939 | 1941  | Otto Heckmann                       |                                                             |
| 1941 | 1961  | Paul ten Bruggencate                |                                                             |
| 1963 | 1986  | Hans-Heinrich Voigt                 |                                                             |
| 1987 | 1994  | ?                                   |                                                             |
| 1994 | 1996  | Klaus Beuermann                     |                                                             |
| 1996 | 2008? | Stefan Dreizler                     |                                                             |

### Erste Sternwarte
- Peter Aufgebauer: Die Anfänge der Sternkunde in Göttingen. In: Göttinger Jahrbuch, Band 50, 2002, S. 75–92.
- Hans-Heinrich Voigt: Geschichte der Göttinger Sternwarte. In: Georgia Augusta, Nachrichten der Universität Göttingen, Heft 56, Mai 1992, S. 27–38.

### Klassizistische Sternwarte
- Denkmaltopographie Bundesrepublik Deutschland, Baudenkmale in Niedersachsen. Bd. 6.1: Stadt Göttingen. Bearbeitet von Ilse Rüttgerodt-Riechmann, Friedr. Vieweg & Sohn, Braunschweig / Wiesbaden 1982, ISBN 3-528-06203-7, S. 82 f. (digi.ub.uni-heidelberg.de, Digitalisat, abgerufen am 26. Dezember 2022).
- Hartmut Grosser, Hans-Heinrich Voigt: Die Universitäts-Sternwarte. In: Dietrich Hoffmann (Hrsg.): „Ganz für das Studium angelegt“: die Museen, Sammlungen und Gärten der Universität Göttingen. Wallstein Verlag, Göttingen 2001, S. 188–190 (Direktoren der Sternwarte).
- Christian Freigang: Architektur und Städtebau von der Mitte des 17. Jahrhunderts bis 1866. In: Ernst Böhme, Rudolf Vierhaus (Hrsg.): Göttingen, Geschichte einer Universitätsstadt. Band 2: Vom Dreißigjährigen Krieg bis zum Anschluss an Preußen – Der Wiederaufstieg als Universitätsstadt (1648–1866). Vandenhoeck & Ruprecht, Göttingen 2002, ISBN 3-525-36197-1, S. 765–812, hier S. 778 f.
- Christian Freigang: Architektonische Bemerkungen zur Göttinger Sternwarte. In: Klaus Beuermann (Hrsg.): Grundsätze über die Anlage neuer Sternwarten unter Beziehung auf die Sternwarte der Universität Göttingen von Georg Heinrich Borheck. Göttingen 2005, S. 21–26. (docplayer.org, Digitalisat, abgerufen am 17. Januar 2021)
- Klaus Beuermann (Hrsg.): Grundsätze über die Anlagen neuer Sternwarten mit Beziehung auf die Sternwarte der Universität Göttingen. Von Georg Heinrich Borheck. Göttinger Universitätsverlag, Göttingen 2005, ISBN 3-938616-02-4 (webdoc.sub.gwdg.de, abgerufen am 21. Januar 2021; PDF; 4,6 MB)
- Die historische Sternwarte. Ein einmaliges Bauwerk der Wissenschaftsgeschichte. Hrsg. von der Präsidentin der Universität Göttingen. Redaktion Christine Voss. Göttingen 2019. (uni-goettingen.de, Digitalisat, abgerufen am 21. Januar 2021)
- Kerstin Klein, Sigrid Lüttge, Karin Schrader, Lutz Walter: Verkehrte Welt. Zur Geschichte und zu den Erhaltungsmaßnahmen der Kuppel und Kuppelauskleidung der Sternwarte in Göttingen. In: Berichte zur Denkmalpflege in Niedersachsen. 4/2020, S. 80–87.

### Hainberg-Observatorium
- Bernd Lechte, Matthias Elsen: Amateurastronomie an historischem Ort: Das Göttinger Hainberg-Observatorium. In: spectrum.de, 14. Juni 2013, abgerufen am 26.  Februar 2023.
- Albrecht Saathoff: Göttingens Hainberg. In: Göttingen, die Universitätsstadt im Grünen. Hrsg. Zweckverband Wirtschaftsraum Stand und Landkreis Göttingen. Göttingen 1964, S. 79–124, hier S. 106.

### Neue Sternwarte des Instituts für Astrophysik
- Eberhard Wiehr: Vom Stadtturm auf die Berge der Kanaren. Zur Baugeschichte der Göttinger Astronomie. In: Göttinger Jahrbuch, 56, 2008, S. 149–170.